# Deformità
Il termine deformità (in latino deformitas) si riferisce a un difetto fisico, congenito o intervenuto patologicamente, che causa un'alterazione nell'aspetto abituale di parti o dell'intero corpo umano o animale. La deformità non è necessariamente connessa alla disabilità ma questa può causare disfunzioni e deviazioni dalla normalità anatomica tali da determinare una diversità corporea percepita come esteticamente spiacevole alla vista.

## Cultura greca

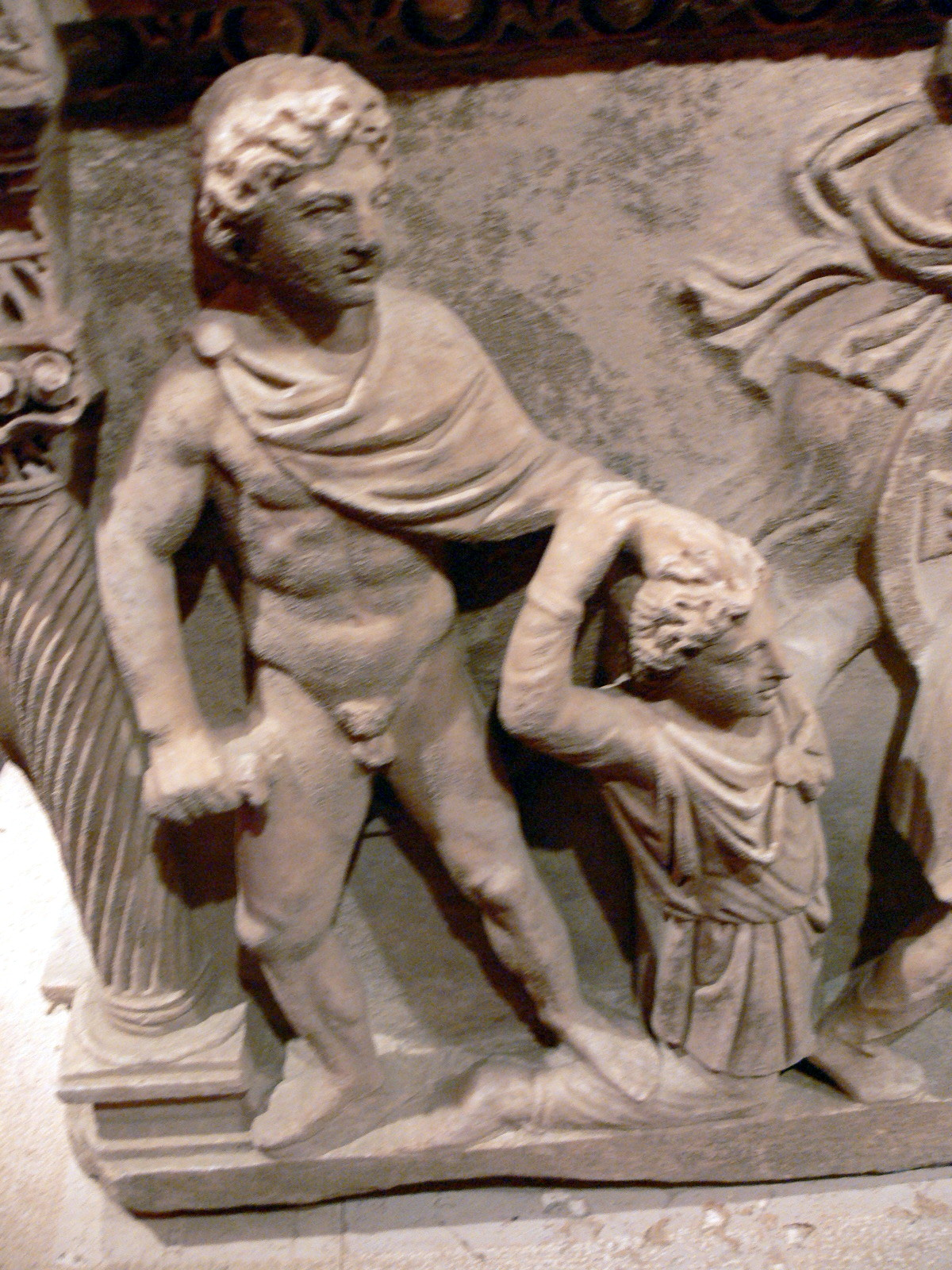
Achille trascina per i capelli Tersite

La deformità ancora oggi nella cultura popolare è associata a comportamenti morali riprovevoli: un pregiudizio che sembra tramandato dall'antica società greca del V secolo a.C. dove il principio della kalokagathia, del bello e del buono, contrassegnava invece l'ideale di perfezione fisica e morale dell'uomo che nella più antica letteratura omerica era rappresentato dall'eroe che incarnava i valori aristocratici. All'opposto è il caso di Tersite che nell'Iliade di Omero rappresenta, per la sua deformità e per la sua codardia, il modello dell'anti-eroe, il contrario del prototipo dell'eroe classico, bello e virtuoso

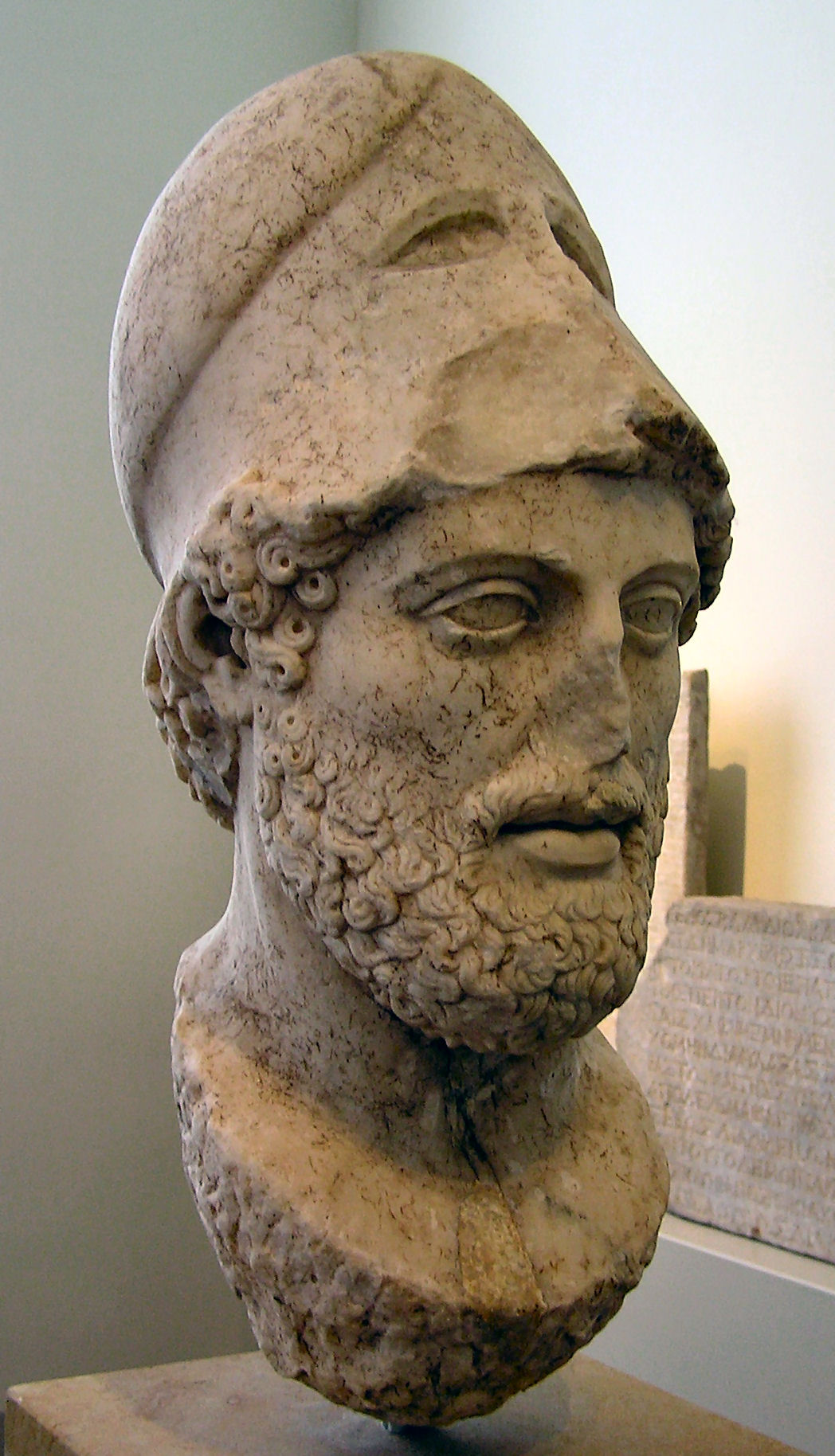
Busto di Pericle, custodito nell'Altes Museum di Berlino.

La bellezza infatti nella cultura greca arcaica era concepita come un valore assoluto donato dagli dei all'uomo e quindi la deformità poteva segnalare l'ostilità degli dei nei confronti del malvagio.
Nel lessico greco il termine stigma (dal greco στίγμα -ατος, derivato di στίζω «pungere, marcare» indicava un segno corporeo fastidioso e fuori della norma che marcava il deforme e mentre bontà, bellezza e salute erano giudicate "proprietà naturali", malvagità, malattia, erano concepite come proprietà innaturali.

Platone nel Cratilo , analizza la distinzione tra ciò che è "secondo natura" e ciò che è "contro natura", cioè "mostruoso". Si sofferma in particolare sul rapporto tra γένος (ghenos, la "generazione secondo natura") e τέρας (teras, "mostro").
È infatti nel momento della generazione che si appunta la visione negativa dei greci antichi che vedono nella nascita del deforme una punizione inflitta ai genitori che si sono macchiati di una colpa precedente, commettendo ὕβρις (hýbris), che si trasmette di generazione in generazione per aver oltrepassato per ambizione i limiti imposti dagli dei che intervengono, secondo il principio arcaico dello φθόνος τῶν θεῶν (phthónos tôn theôn), l'"invidia degli dei", con la τίσις (tísis) divina: una "punizione" mirante a ristabilire l'equilibrio che l'uomo ha violato.

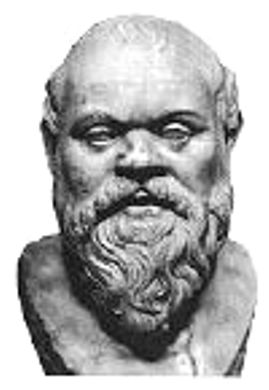
Busto di Socrate come Sileno risalente all'età di Traiano.

Perciò la società spartana militarista ed elitaria ritiene che coloro che sono, per volere degli dei, contro natura debbano, per legge, essere abbandonati. Non altrettanto avviene ad Atene dove la deforme testa di Pericle, non gli impedisce di governare.
Così nel Teeteto Socrate testimonia che era uso abituale allevare un neonato deforme poiché nessuna legge lo impediva. L'aristocratico Platone invece ritiene ingiusto far continuare a vivere un neonato che la natura ha privato delle gioie della vita. Giudizio condiviso da Aristotele che contesta la scelta di allevare bimbi deformi.

Un caso particolare di deformità nell'antica cultura greca è la tradizionale rappresentazione della figura di Socrate che fu descritto dai suoi contemporanei, Platone, Senofonte e Aristofane, come fisicamente "brutto" In particolare, nel Simposio Platone lo accosta alla figura dei "Sileni" quegli esseri propri della cultura religiosa greca, a metà tra un dèmone e un animale, che formavano i cortei del dio dell'ebbrezza, Dioniso. Ma la "bruttezza" di Socrate cela, per mezzo di una maschera, qualcos'altro: 

## Cultura romana
Non diversa è la considerazione della deformità fin dalle origini del mondo romano:

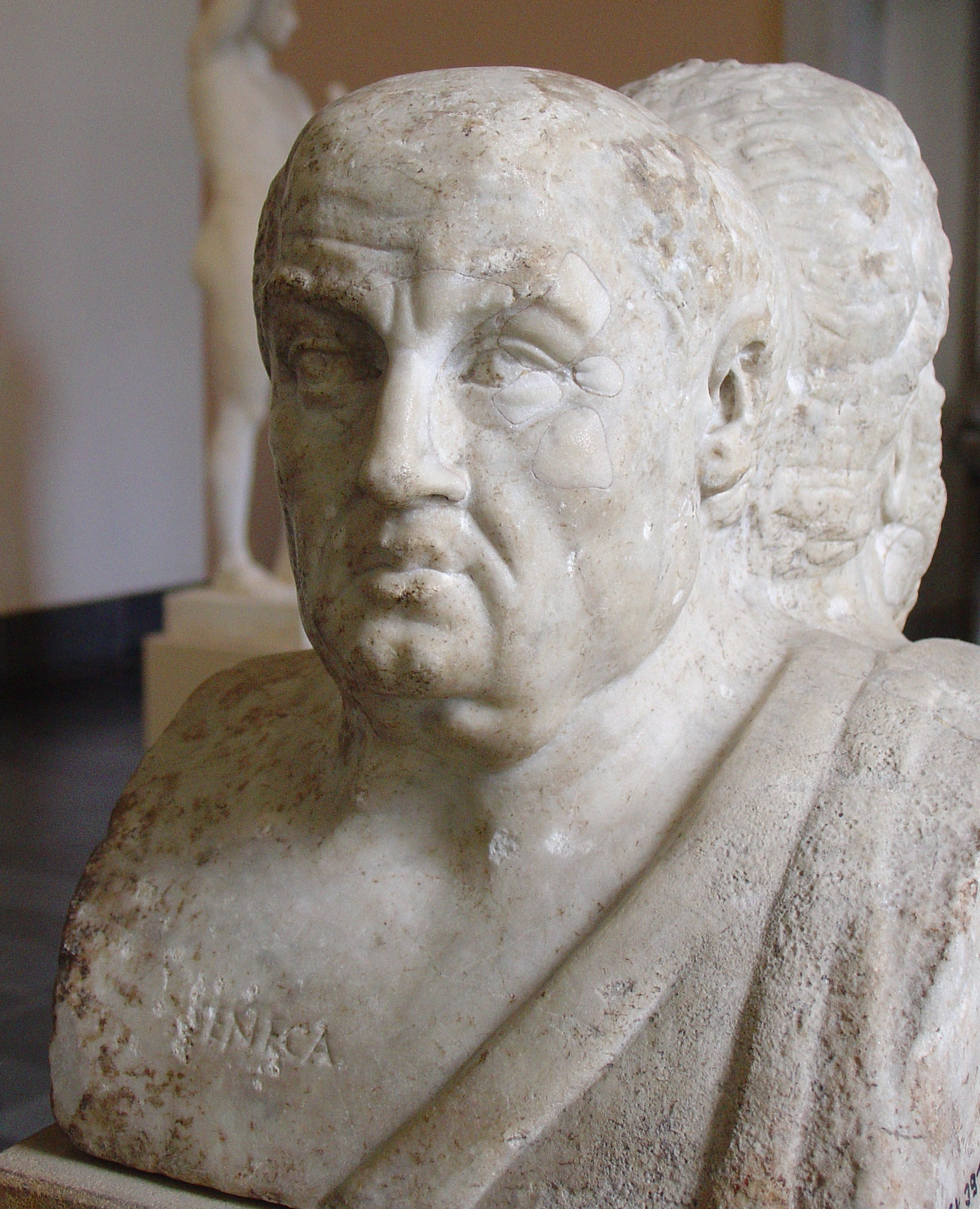
Busto di Seneca (Antikensammlung di Berlino, da un'erma di Seneca e Socrate)

Come nel mondo greco anche per i Romani il deforme è il segno profetico di sventure dovute alla violazione della pax deorum. Mentalità che prosegue con diverse motivazioni nell'età imperiale come in Lucio Anneo Seneca che vede nella soppressione dei deformi un principio di igiene sociale per la salvaguardia della sanità dello Stato:
Nella terminologia latina il soggetto deforme viene indicato con monstrum, un fenomeno che è diverso dalla cosiddetta normalità naturale e perciò si riferisce, in senso ampio, a un essere vivente reale o immaginario a cui sono attribuite una o più caratteristiche straordinarie. Per questo il termine viene spesso usato per designare esseri umani dalle doti eccezionali, che nell'antichità normalmente vengono giudicate con sospetto in quanto segni soprannaturali del deterioramento del rapporto tra uomini e dei. In questo caso il termine mostro assume una connotazione negativa ma può esprimere anche un senso positivo o ambivalente nel suo significato, conservato anche nella lingua italiana, di "portento", "prodigio" quando viene accostato ai  mirabilia e ai cosiddetti "fenomeni da baraccone".
Una più indulgente considerazione della deformità si ha nel periodo imperiale quando si afferma la moda nelle famiglie più facoltose di allietare i banchetti con i nani e quando il monstrum diventa motivo di spettacolo nel circo
Una maggiore sensibilità nei confronti della deformità nelle malformazioni neonatali nel periodo del principato viene confermata nel Digesto ad opera dei giuristi Giulio Paolo e Ulpiano secondo i quali non si possono incolpare i genitori per la nascita di un figlio deforme poiché questo è avvenuto per volontà del fato (fataliter) e non più, come in passato, per aver offeso gli dei: «neque id quod fataliter accessit, matri damnum iniungere debet»

## Cristianesimo

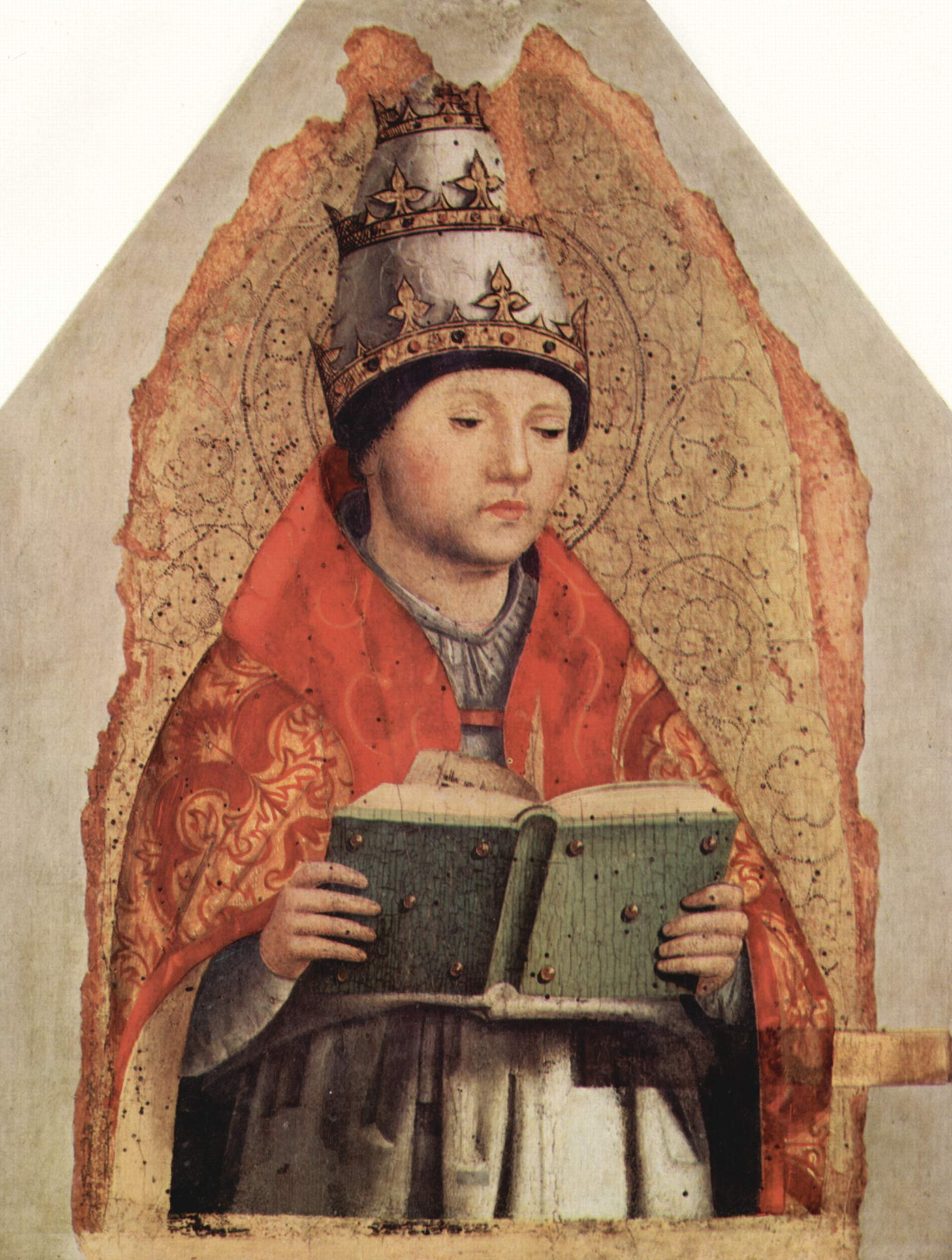
Gregorio I, dipinto di Antonello da Messina

La considerazione della deformità muta teoricamente del tutto con l'avvento del Cristianesimo che fin dall'inizio della predicazione evangelica non considera più i deformi in base al concetto di inutilità o ripugnanza anche se permangono nei loro confronti discriminazioni di ordine culturale. Quando il governo imperiale dei Flavi e degli Antonini attua una riforma della scuola promuovendo la diffusione della cultura, la legge romana dichiara l'ineducabilità di chi è colpito da disabilità, deformità o malattie, sventure che i cristiani associano alle conseguenze del peccato tanto che un papa santo come Gregorio Magno è convinto che «un'anima sana non troverà mai albergo in una dimora malata.»
La dottrina cristiana vede nella deformità un grave impedimento all'ordinazione sacerdotale in base al testo biblico del Levitico che enumera i difetti fisici che vietano la celebrazione dei sacrifici ai disabili e ai deformi: al cieco, allo zoppo, a chi ha il viso deforme, al gobbo, al nano, a chi ha fratture al piede o alla mano, a chi ha una macchia nell'occhio, a chi generi ripugnanza per malattie sopravvenute, come la scabbia o parti infette purulente. I primi concili paleocristiani inoltre associano al concetto di deformità quello di irregolarità riferendosi alla Regula Apostoli di San Paolo che enumera le deformità come causa di impedimento al sacerdozio. Il tutto viene poi codificato nel 1140 da Graziano nel Decretum che distinguerà le caratteristiche che differenziano i laici dai chierici che potranno appartenere all' ordo clericalis solo se in possesso di requisiti non solo spirituali ma che anche di quelli che rispettino quell'integrità fisica in mancanza della quale l'"irregolare" per defectu corporis sarà escluso dal clericato e dai benefici ecclesiastici.

## Medioevo

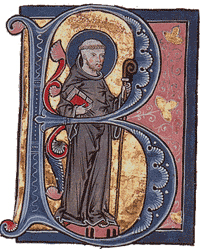
Bernardo da Chiaravalle raffigurato in un codice miniato

Il concetto di deformità viene elaborato in epoca medioevale da Bernardo da Chiaravalle verso il 1125 nella sua Apologia all'abate Guglielmo, sintetizzato nella formula «formosa deformitas» per significare che accanto ai casi di deformità ripugnante vi sono esempi meravigliosi di anomalie anatomiche, che destano meraviglia per la loro singolarità. 
La «vitiosa deformitas» invece per Bernardo è qualcosa che ha deviato dalla formosità, dalla bellezza e quindi dalla bontà poiché, come insegnava la kalokagathia greca, ciò che è bello è anche buono e il bene non può che provenire da Dio; al contrario la bruttezza, la malvagità è tipica del deforme marchiato dal demonio, lui stesso essere deforme per definizione.
La concezione di base è che il peccato, specie quello commesso nella sfera sessuale, determini la deformità. Scrive Pier Damiani verso il 1065 all'abate di Montecassino che dal matrimonio endogamo di Roberto II re di Francia con Berta, vedova di Eude d'Anjou, sua parente, per la violazione dell'etica matrimoniale della Chiesa, era nato un figlio deforme dalla testa e dal collo simili a quelli di un'oca (anserinum per omnia collum et caput habentem). La coppia reale, scomunicata, appariva quasi contagiosa agli occhi dei servi che passavano sul fuoco qualunque cosa fosse entrata in contatto con i reprobi. Appariva chiaro che la punizione del peccato non esentava neppure la stirpe reale che anzi veniva colpita più duramente per il cattivo esempio dato al popolo.

## Rinascimento

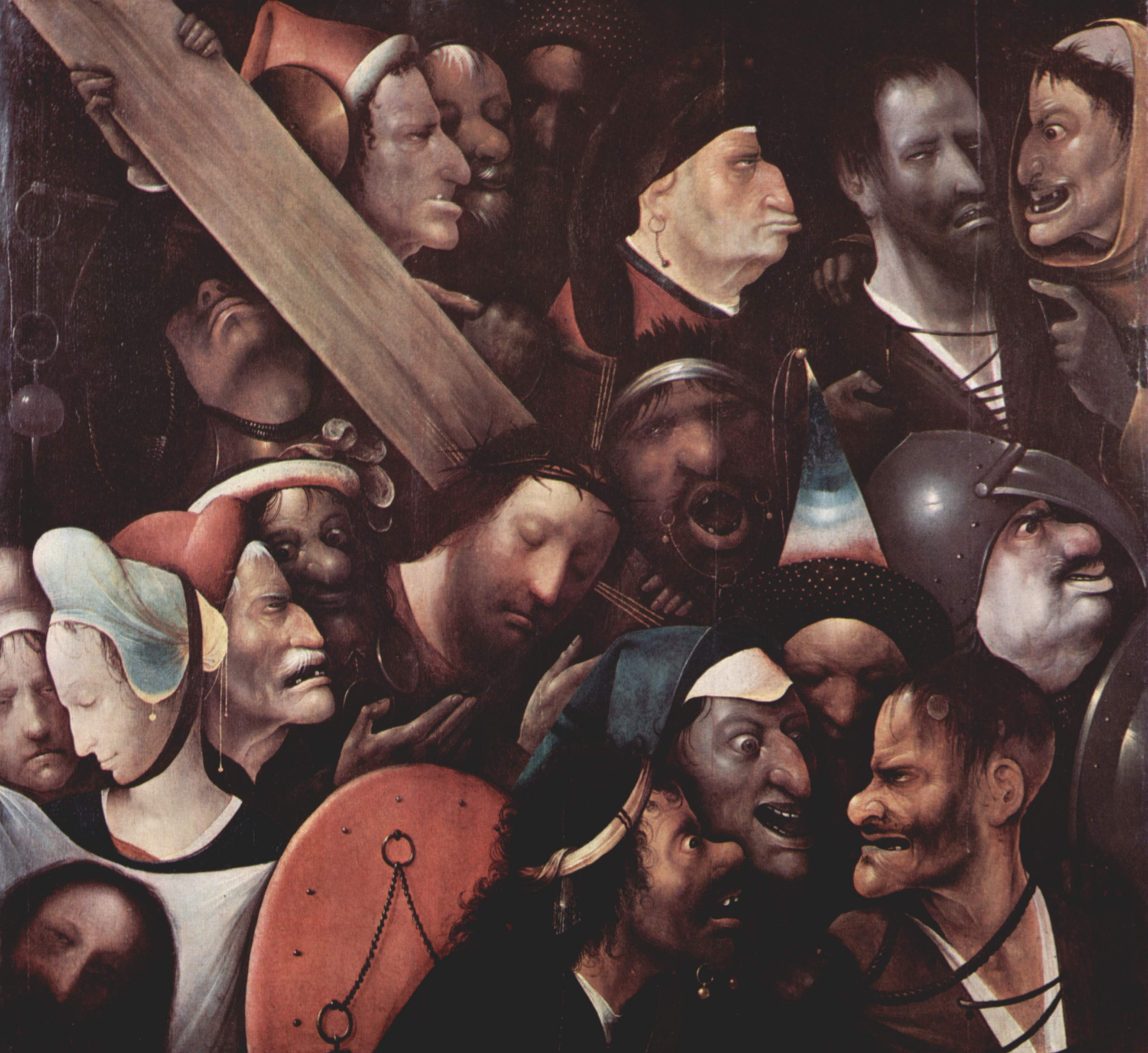
Salita al Calvario dipinto di Hyeronimus Bosch o di imitatore (1510-1516 circa, forse 1535). La malvagità si esprime nei volti deformi.

Nella cultura tardomedioevale e umanistica la deformità del monstrum viene usata come un'ammonizione divina alla malvagità umana e nello stesso tempo continua la tradizione culturale del monstrum come elemento caricaturale che si esprime soprattutto nei personaggi della commedia del teatro rinascimentale. In età rinascimentale un vero e proprio trattato sulla deformità viene scritto da Realdo Colombo il quale si propone di esaminare obiettivamente le differenze anatomiche che sono all'origine della deformità e quindi, accanto alla raffigurazione anatomica del corpo umano normale, il trattatista nel libro XV (De iis che raro in anatome reperiuntur) della sua opera elenca i casi di deformità, congenita o per una malattia sopravvenuta, di cui può testimoniare per sua osservazione diretta e in base al suo lavoro di anatomista, allo scopo di eliminare ogni fantasia e «contradire e alli antiqui e ai moderni tutti».
La considerazione dell'uomo come inserito nell'ordine naturale porta i naturalisti rinascimentali a definire come lusus Naturae, "scherzo di natura", tutto ciò che, come i fossili e i mostri umani, animali e vegetali, ha violato l'armonia naturale.
In questo periodo si afferma per la prima volta la necessità di riparare alle deformità con la chirurgia plastica e ricostruttiva del medico Gaspare Tagliacozzi che dà veste scientifica con il trattato De curtorum chirurgia (1597) a tecniche già usate, ma non divulgate, per operazioni di rinoplastica compiute all'epoca senza anestesia e precauzioni antisettiche.

## Illuminismo

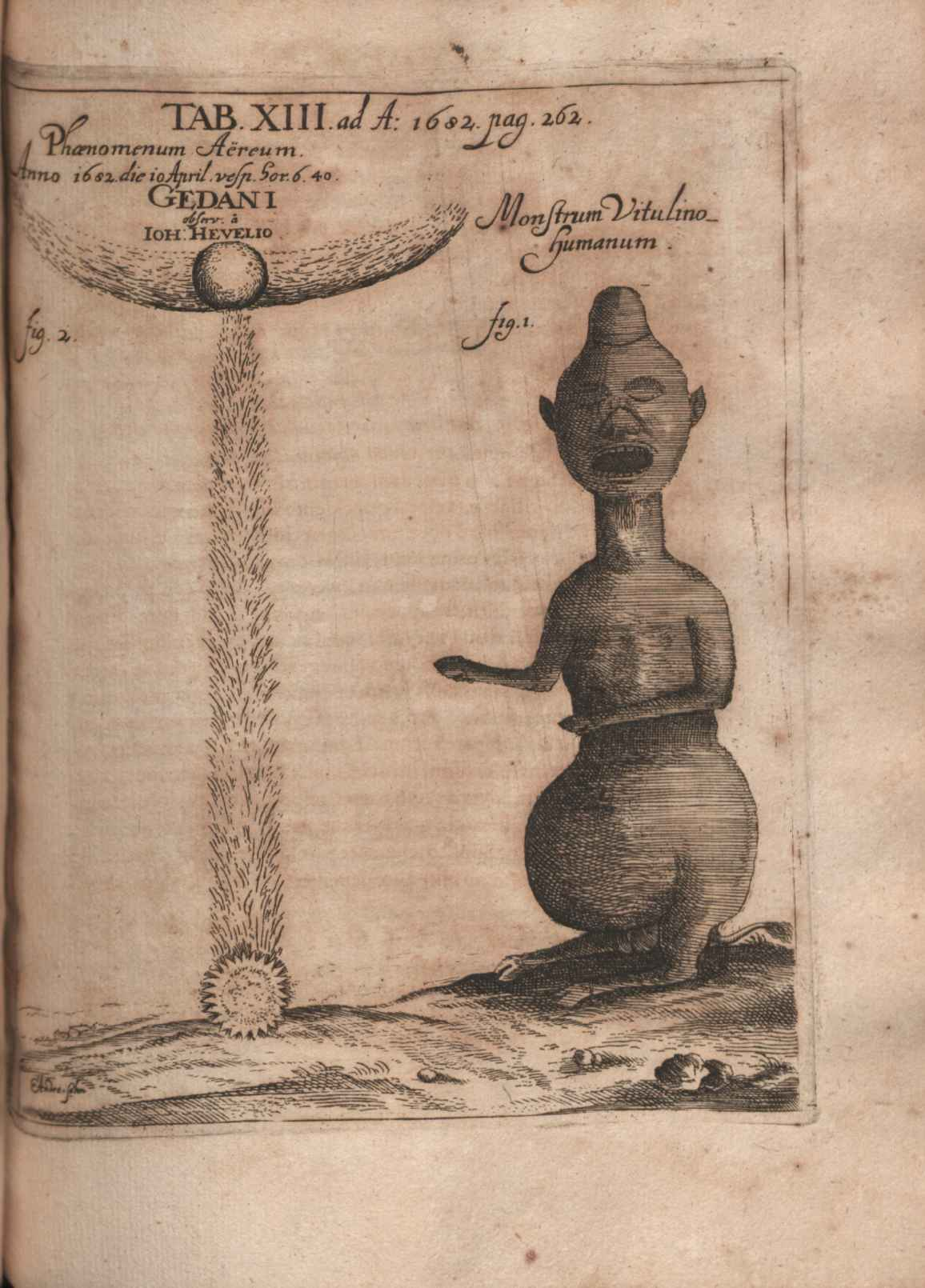
Fig. 1: Illustrazione all'articolo Relatio de monstro vitulino-humano... scritto presumibilmente da Johann Schreyer e pubblicato sugli Acta Eruditorum del 1682

Per gli illuministi esistono casi di mostruosità isolati che non rompono l'ordine naturale ma il discorso è diverso quando ci si trova dinanzi a grandi fenomeni naturali come l'Oceano, esempio dell'«informe e del male nella forma dell'abisso». La sua infinità non è bellezza ma rimanda a un'idea di sconfinato, simbolo di qualcosa di abnorme, di ripugnante e mostruoso. Quando la natura nel suo insieme appare come deforme allora deve nascere in noi non solo lo stupore ma una precisa volontà di conoscere e capire «rei adeo imaginis conspectus totum pectus agitaret»

## Restaurazione

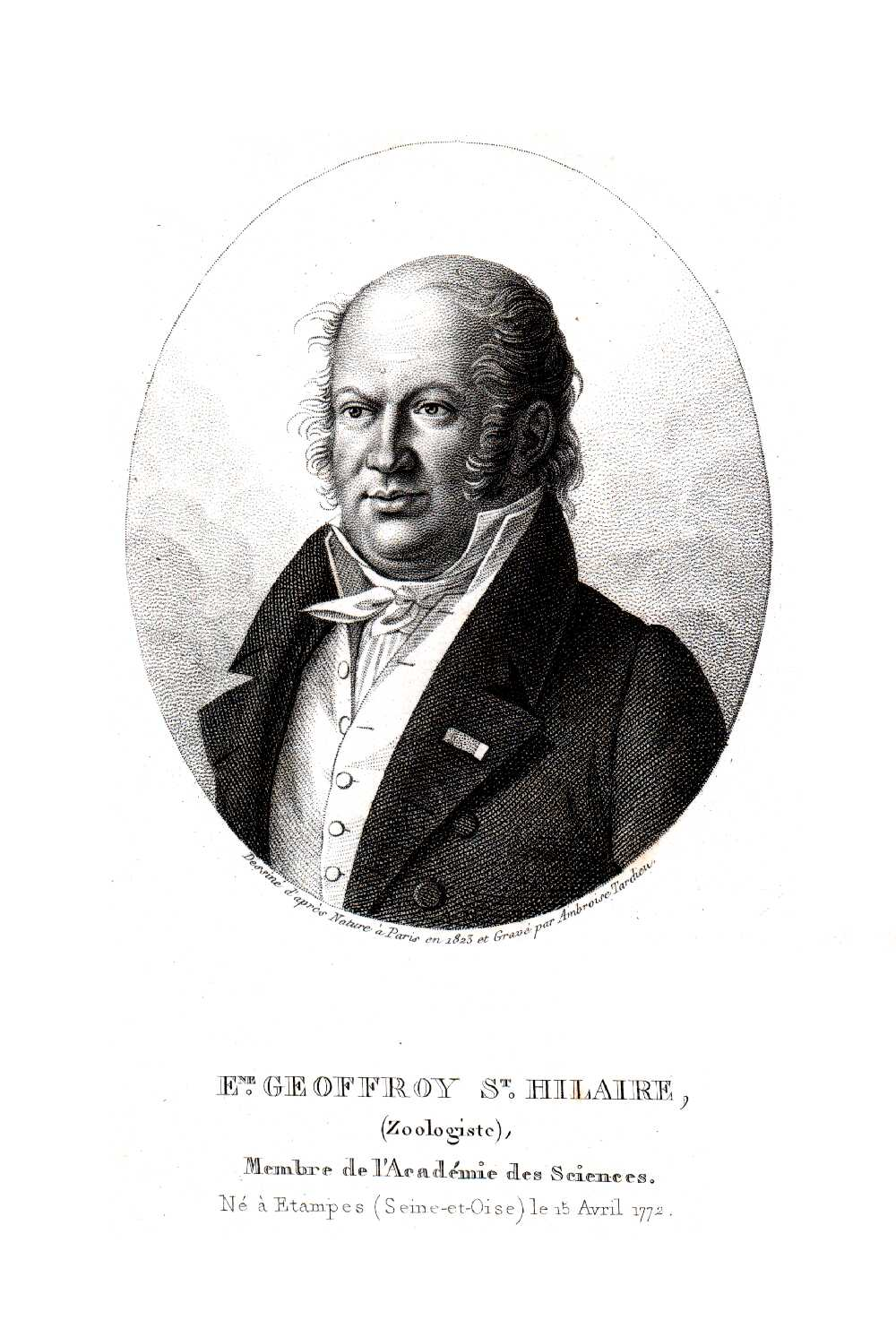
Étienne Geoffroy Saint-Hilaire

Nell'età della Restaurazione  il tema della deformità viene indagato sotto il triplice aspetto della teratologia, della poetica del grottesco e dell'estetica del brutto.
Nel 1830 a Parigi si sviluppa una polemica tra Georges Cuvier ed Étienne Geoffroy Saint-Hilaire il quale aveva ipotizzato che qualsiasi deformità va esclusa dal campo dell'anormalità, del prodigio e che va invece considerata nell'ambito della struttura unitaria della naturalità la quale segue una sua logica ispirata a un unico e solo principio per cui le deformità non sono altro che una metamorfosi che si è arrestata nel suo sviluppo.
Nella natura vivente, infatti, si persegue un'"unità di piano" dove le difformità dalla specie dimostrano la possibilità di assumere un'altra forma così che quella che in un caso sembra un'anomalia, in realtà è regola in un altro. La natura dimostra così la sua forza vitale nelle trasformazioni e nelle metamorfosi.
Questa teoria viene tradotta sul piano estetico dove ora il deforme non coincide più con la bruttezza ma anzi l'artista, secondo Charles Baudelaire e Victor Hugo, è colui che sa cogliere nel deforme lo spirito creativo della natura che esce dal caos con nuove forme:

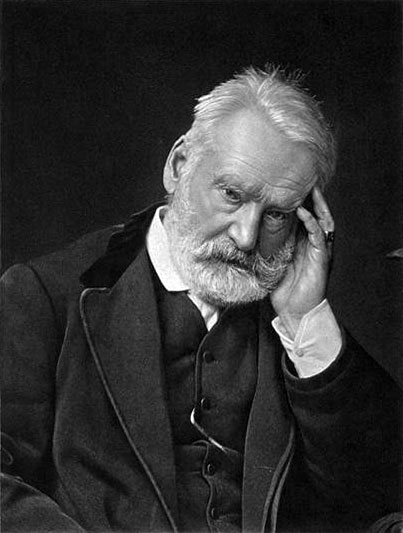
Victor Hugo nel 1875, fotografato da Walery Rzewuski

Il deforme, immagine creatrice della realtà, assume nella creazione artistica la figura del grottesco: 
Nasce così nell'opera Notre-Dame de Paris il personaggio di Quasimodo (1831), che in un corpo grottescamente deforme contiene un animo nobile e gentile. 
Johann Karl Friedrich Rosenkranz nella sua Estetica del brutto, pubblicata nel 1853, pensa che nella deformità, come alterazione dell'armonia e della forma naturale, sia l'origine di ogni aspetto della bruttezza e ritiene eccessiva la valutazione che fa la poetica romantica del deforme che va invece controllata e moderata. Il grande artista è proprio colui che di fronte al caos della deformità riesce a controllarlo e a far apparire l'armonia della forma.

## Il XX secolo
Con l'avvento e lo sviluppo della rivoluzioni industriali un nuovo tipo di deformità si aggiunge alle cause già note. Nella fabbrica dove vigono lunghi orari di lavoro sono molto frequenti incidenti che mutilano gli operai e le posizioni innaturali sul posto di lavoro dove le membra devono adattarsi alla macchina procurano gravi deformità fisiche. Il precoce avviamento al lavoro dei bambini causa il rachitismo con deformità ossee e ritardi nello sviluppo fisico e psichico. Aumentano le nascite di neonati deformi e degli aborti causati dal prolungarsi per le donne in avanzata gravidanza del lavoro fino al momento del parto.

## Il XXI secolo
In questo secolo la deformità entra a far parte dei disturbi di natura psichica con la definizione di "disturbo di dismorfismo corporeo" noto anche come "Quasimodofobia". A differenza del passato la deformità non è più l'oggetto reale di una visione che genera ripugnanza ma è una percezione angosciosa che l'individuo ha di se stesso:
Sentendosi fisicamente inadeguato l'individuo per superare il malessere psicologico ricorre a pratiche chirurgiche per modificare il proprio corpo che spesso non rientra nelle caratteristiche della deformità tanto è vero che «la clinica ci dice che l'angoscia provata dai pazienti che ricorrono a chirurgie estetiche non diminuisce a operazione avvenuta, anzi nella maggior parte dei casi il "problema" si sposta in un'altra regione del corpo o s'incancrenisce in quella che non è stata "operata" bene.»

### Restaurazione
- Anatomia del mostro. Antologia di scritti di É. e I. Geoffroy Saint-Hilaire, a cura di M. Mazzocut-Mis, Firenze, La Nuova Italia, 1995.
- É Geoffroy Saint-Hilaire, Philosophie anatomique des monstruosités humaines, Paris, Baillière, 1822.
- É Geoffroy Saint-Hilaire, Histoire générale et particulière des anomalies, Bruxelles, Société Belge de Libraire, 1832-37.
- V. Hugo, Sul grottesco, Milano, Guerini, 1990.
- M. Mazzocut-Mmis, Mostro. L'anomalia e il deforme nella natura e nell'arte, Milano, Guerini, 1992.
- Rosenkranz, Aesthetik des Hässlichen, Königsberg, Bornträger, 1853 (trad. it. Palermo, Aesthetica, 1994).